# Purana usnani
Purana usnani – gatunek pluskwiaka z rodziny piewikowatych i podrodziny Cicadinae.
Gatunek ten opisali w 2007 roku przez Joannes Petrus Duffels i Marieke Astrid Schouten. Epitet gatunkowy upamiętnia Bapaka Usnana, który odłowił holotyp.
Samce osiągają od 23,5 do 26 mm długości ciała i od 30,5 do 32,5 długości tegmin. U samic długość ciała wynosi od 20 do 22 mm, a długość tegmin od 29 do 32,5 mm. Barwa głowy i przedplecza jest zielonkawa z czarnymi znakami. Środek śródplecza oraz wierzch odwłoka są u samców rudobrązowe. Wzór na nadustku cechuje bardzo silne rozszerzenie poprzecznych plam łączących środkowe końce linii podłużnych, tak że tworzą na szwie nadustkowym bardzo szeroką plamę. Dobrze rozwinięte są znaki na przedniej i brzusznej powierzchni zaustka. Boczne plamy na śródpleczu mają część liniową co najmniej tak szeroką jak przednia część plamy środkowej, ale węższą niż odległość między plamami bocznymi a paramedialnymi. Pokrywy puszki słuchowej samca mają czarnobrązowe krawędzie pośrodkowe i wierzchołkowe oraz nasadowe połowy; ich wierzchołki są zaokrąglenie trójkątne i sięgają za przednią krawędź trzeciego sternitu. Ciemny, owalny pygofor samca charakteryzuje obecność dużych kolcowatych wyrostków na płatach nasadowych. U samicy pokrywy puszki słuchowej są krótkie, pośrodku czarnobrązowe.
Piosenka samców tych cykad trwa od 2 do ponad 6 minut i składa się z 4 części. Pierwsza ma charakter rozgrzewający, a pozostałe trzy mogą być powtarzane. Przejścia pomiędzy częściami są gwałtowne i pozbawione pauz. Największy stopień modulacji częstotliwości wykazuje czwarta, najkrótsza część.
Owad orientalny, znany z Brunei i malezyjskiego stanu Sarawak na Borneo, indonezyjskich wysp Lingga i Bunguran oraz Singapuru